# Élisabeth Pognon
Pour les articles homonymes, voir Pognon.
Élisabeth Pognon née Élisabeth Ékoué le 7 juillet 1937 à Aného au Togo, est la première femme magistrate au Bénin, la première femme membre de la Cour suprême et la première femme membre et présidente de la Cour constitutionnelle.

## Biographie

### Jeunesse et études
Élisabeth Pognon est née le 7 juillet 1937 à Aného au Togo. Elle fait ses études secondaires à Lomé et à Dakar avant d'aller à Paris, où elle est licenciée de droit à l'université de Paris en 1962, puis à Bordeaux, où elle est diplômée du Centre national d'études judiciaires,.

### Carrière professionnelle
Elle devient le 1er novembre 1965, à l'âge de 28 ans, la première femme magistrate au Dahomey et prête serment lors d'une cérémonie à la cour d'appel de Cotonou,. Élisabeth Pognon gravit les échelons, d'abord nommée conseiller à la cour d'appel de Cotonou, elle devient juge au tribunal de première instance de Cotonou le 26 novembre 1966 et obtient la fonction de secrétaire du Conseil supérieur de la magistrature le 12 octobre 1970.
En janvier 1974, elle fait son entrée à la Cour suprême en tant que conseiller à la chambre administrative devenant la première femme au Bénin membre de cette juridiction.
À partir de septembre 1978, elle sert le Ministère des Enseignements technique et supérieur et enseigne le droit au Centre de formation administrative et de perfectionnement (CEFAP). Elle assume cette charge pendant deux ans et demi avant de redevenir conseiller à la cour d'appel de Cotonou en février 1981.
En août 1986, elle obtient une mise en disponibilité pour suivre son mari, Guy Pognon,, nommé à la Banque centrale des États de l'Afrique de l'Ouest (BCEAO) à Dakar,. De retour au Bénin cinq plus tard, elle réintègre le corps de la magistrature en août 1991.
Le 10 février 1992, elle est nommée par le bureau de l'Assemblée nationale présidé par Adrien Houngbédji pour faire partie des sept membres siégeant à la Cour constitutionnelle, juridiction nouvellement créée, conformément à la Constitution de 1990, dans le but de « juge[r] la Constitutionnalité de la loi et [de] garanti[r] les droits fondamentaux de la personne humaine et les libertés publiques ». Parmi les six autres membres appelés à siéger avec elle, figure Hubert Maga, ancien président de la République.
Ayant atteint la limite d'âge dans la fonction publique, Élisabeth Pognon prend sa retraite de la magistrature le 1er octobre 1992.
Le 7 juin 1993, les « sept Sages » de la Cour constitutionnelle entrent en fonctions et le 5 juillet suivant, Élisabeth Pognon en est élue présidente par ses pairs, faisant d'elle la première femme au Bénin à y être nommée et à la présider.
Arrivée au terme de son mandat, elle hésite un moment à se lancer dans une seconde mandature avant finalement d'accepter d'être reconduite. Retraitée peu après sa nomination, elle n'est plus habilitée à siéger à la Cour constitutionnelle en tant que magistrate. C'est pourquoi, le 22 mai 1998, le bureau de l'Assemblée nationale renouvelle son mandat mais cette fois en qualité de juriste de haut niveau. Trois jours plus tard, Yetounou Kotchikpa remet en cause cette nomination et la considère non conforme à la Constitution, arguant que celle-ci stipule qu'un membre de la Cour constitutionnelle ne peut être renommé avec une qualification différente de celle du premier mandat. La Cour constitutionnelle approuve la requête et invalide la nomination. Élisabeth Pognon occupe sa fonction jusqu'au 7 juin 1998, date à laquelle Conceptia Ouinsou la remplace.

### Retraite active
Après son expérience à la Cour constitutionnelle, Élisabeth Pognon reste remuante et sollicitée aussi bien au Bénin qu'à l'international. Elle est membre du Comité international de bioéthique de l'UNESCO de 1998 à 2001.
À partir décembre 2007 et pour un mandat de trois ans, elle est membre élue du premier « Groupe des Sages » de l'Union africaine. Il s'agit d'un conseil regroupant cinq personnalités africaines émérites ayant « apporté une contribution exceptionnelle à la cause de la paix, de la sécurité et du développement » en Afrique et représentant chacune une région du continent. Ce conseil est amené à « se prononcer sur toutes les questions liées à la promotion et au maintien de la paix, de la sécurité et de la stabilité en Afrique ».
En mai 2016, elle est conviée à rejoindre une commission nationale chargée « d'étudier et de proposer au président de la République, des réformes politiques et institutionnelles visant à améliorer le modèle politique conformément aux options fondamentales de la Conférence nationale de février 1990 ».

## Cour constitutionnelle
Sous la coupe de celle qui finit par être surnommée la « Dame de fer », la Cour constitutionnelle fait régner la démocratie et l'État de droit au Bénin rendant plus 400 arrêts. Malgré les menaces et les actes d'intimidation, notamment le domicile mitraillé d'un des membres, la haute juridiction fait preuve de rigueur et de courage dans ses prises de décisions. Comme lorsqu'elle invalide les élections de treize députés lors des  législatives du 28 mars 1995 dont celle de Rosine Soglo, femme de Nicéphore Soglo alors président de la République en fonction, et ce malgré le courroux présidentiel.
La Cour constitutionnelle fait également face à la pression lors de l'élection présidentielle de 1996. Le 23 mars, elle proclame Mathieu Kérékou vainqueur du second tour de l'élection devant Nicéphore Soglo. Ce dernier tient un meeting le 25 mars durant lequel il conteste les résultats provisoires et dénonce des manipulations de tous bords contre sa personne. Peu après, souhaitant faire basculer la situation en sa faveur, il convoque trois des membres de la Cour constitutionnelle et leur adresse des menaces. Dans un souci de transparence et d'indépendance, plutôt que de céder au chantage, Élisabeth Pognon publie un communiqué, le 29 mars, dans lequel elle fait part des menaces proférées par Nicéphore Soglo à l'encontre des membres de la Cour constitutionnelle, révélant ce qu'ils subissent avant l'annonce des résultats définitifs. Après examen des recours déposés par le camp de Nicéphore Soglo, la Cour constitutionnelle rejette ceux-ci et confirme la victoire de Mathieu Kérékou.
Si, pendant son action, Élisabeth Pognon se montre pugnace, déterminée et inflexible, elle avoue qu'« une hirondelle ne fait pas le printemps et seule, [elle] n'aurai[t] pas pu faire grand-chose, pour ne pas dire qu'[elle] n'aurai[t] rien fait », louant ainsi l'« union sacrée » des sept membres de la Cour.

## Origines togolaises
Bien qu'ayant acquis la nationalité béninoise en 1962 par son mariage avec un béninois, Élisabeth Pognon se voit reprocher ses origines togolaises à de multiples reprises au cours de sa carrière.
C'est par exemple le cas lors de l'annonce de sa nomination à la Cour constitutionnelle. Une personne pressentie pour devenir membre de cette juridiction doit fournir un curriculum vitae et un extrait de casier judiciaire avant d'être nommée. L'extrait de casier judiciaire fourni par Élisabeth Pognon lui a été délivré par un tribunal togolais. En mai 1992, l'association de jeunesse pour le suivi et la défense de la démocratie (AJSDD) s'appuie sur ce point de détail pour déclarer qu'Élisabeth Pognon a conservé sa nationalité togolaise bien que mariée à un béninois et estime sa nomination à une juridiction béninoise anticonstitutionnelle. L'AJSDD saisit donc le Haut Conseil de la République pour faire annuler sa nomination. Mais le Haut Conseil confirme qu'Élisabeth Pognon est bien béninoise par le seul effet du mariage avec un béninois et que fournir un extrait de casier judiciaire délivré au Togo ne constitue pas une répudiation de la nationalité béninoise. Il considère donc la demande de l'AJSDD non recevable, jugeant ainsi la nomination faite par le bureau de l'Assemblée nationale conforme à la Constitution et valide à la magistrate le droit de siéger à la Cour constitutionnelle.
Elle le subit encore à l'issue du meeting d'après-élection présidentielle du 25 mars 1996 de Nicéphore Soglo où il se dit victime d'un jeu de dupes. Remontés, des militants de la Renaissance du Bénin manifestent dans les rues de Cotonou et vocifèrent des insultes envers les adversaires du président sortant. Ils visent aussi les membres de la Cour constitutionnelle, particulièrement Élisabeth Pognon avec des cris xénophobes : « Togo-laisse héloué ! », calembour pour « Togolaise, laisse-nous ».

## Distinctions et décorations
- Prix allemand pour l'Afrique (1996)[n 7],[28]
- Africa Service Award (1997)[n 8],[29]
- Grand-officier de l'ordre national du Bénin (1996)[30]
- Commandeur de l'ordre national du Mérite (1999)[n 9],[31]